# Heineken Open 2003
L'Heineken Open 2003  è stato un torneo di tennis giocato sul cemento.
È stata la 47ª edizione dell'Heineken Open,che fa parte della categoria International Series nell'ambito dell'ATP Tour 2003.
Si è giocato all'ASB Tennis Centre di Auckland in Nuova Zelanda,
dal 6 al 13 gennaio 2003.

## Campioni

### Singolare
Gustavo Kuerten ha battuto in finale  Dominik Hrbatý con il punteggio di 6–3, 7–5

### Doppio
David Adams /  Robbie Koenig hanno battuto in finale  Tomáš Cibulec /  Leoš Friedl con il punteggio di 7–6(5), 3–6, 6–3